# Dieter Meier
Dieter Meier (Zurigo, 4 marzo 1945) è un cantante e musicista svizzero, divenuto famoso per la sua carriera musicale nel gruppo degli Yello.

## Biografia
Meier è nato a Zurigo da una ricca famiglia di industriali. All'età di 16 anni ha iniziato a lavorare nell'industria commerciale di famiglia: successivamente ha lavorato in una banca e come giocatore professionista. Grazie a suo padre Walter, cresciuto da origini povere per diventare un banchiere privato di successo, Meier era già un milionario.
Nel 1978 entra a far parte del gruppo musicale Yello, fondato da Boris Blank e Carlos Perón, un gruppo di musica new wave e musica elettronica. Durante la carriera ha avuto modo di collaborare spesso con gli Alphaville, anche per Big in Japan. È stato inoltre campione svizzero di poker.

### Artista
Come artista concettuale, si è tenuto impegnato con molte mostre d'arte. Ha iniziato la sua carriera come artista della performance alla fine degli anni '60. Nel 1972 come parte di documenta 5, Meier installò una targa commemorativa presso la stazione ferroviaria di Kassel, in Germania, che diceva: "Il 23 marzo 1994, dalle 15 alle 16, Dieter Meier starà su questa targa". Ha onorato la promessa 22 anni dopo.

## Vita privata
È padre di cinque figli: Eleonore, Sophie, Anna, Francis e Christoph. Meier ora vive a Zurigo con sua moglie Monique.

## Discografia
- 1978 - Jim For Tango/Madman
- 1978 - Cry For Fame/The Hook